# Tulaer Kreml

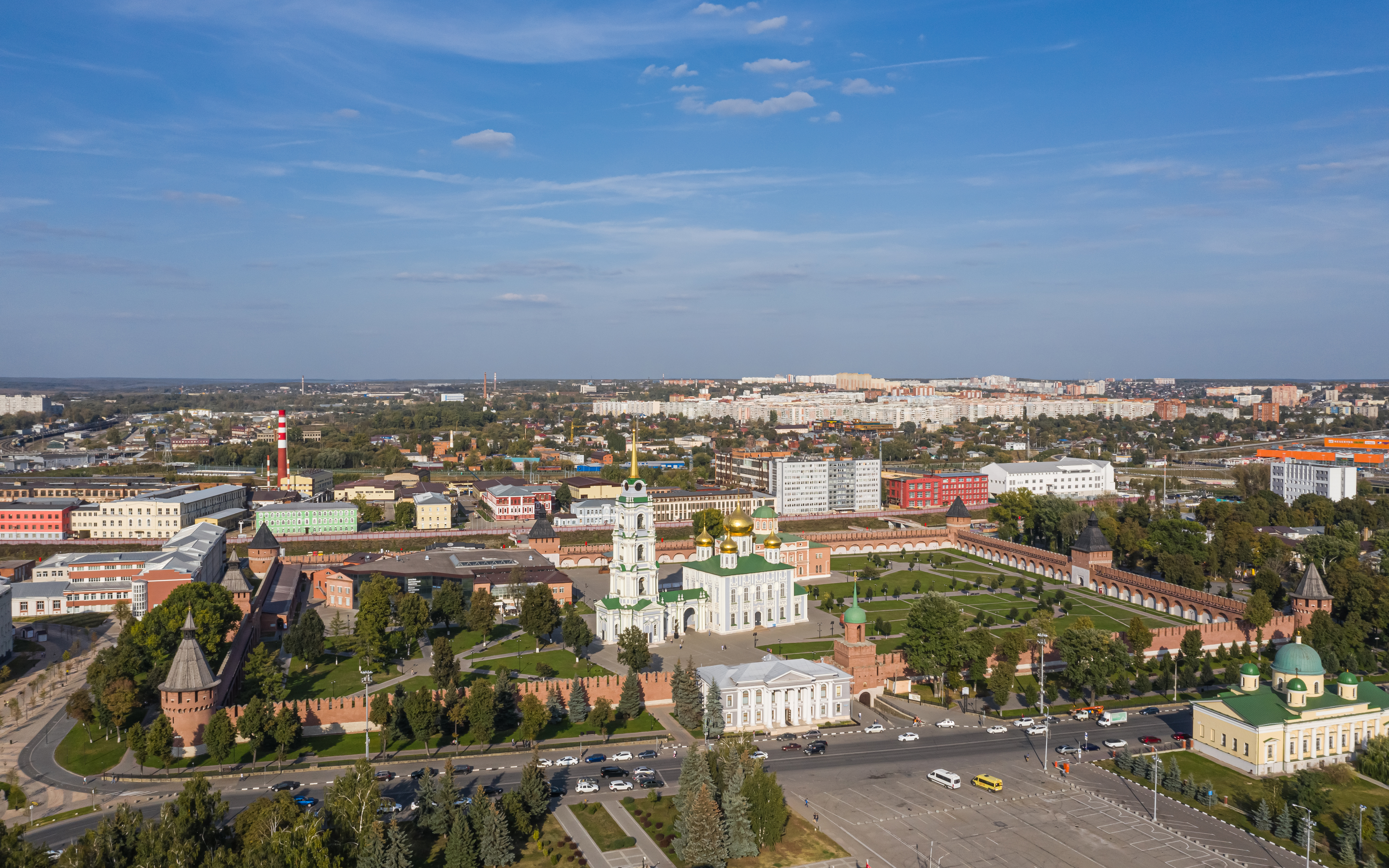
Der Tulaer Kreml aus der Luft

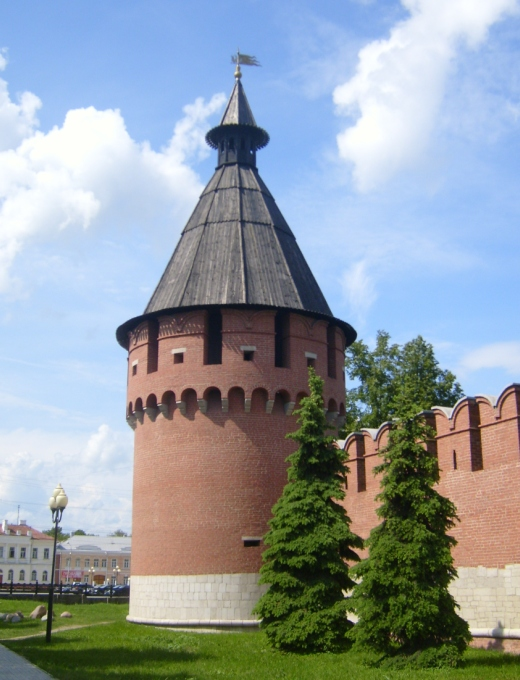
Erlöserturm

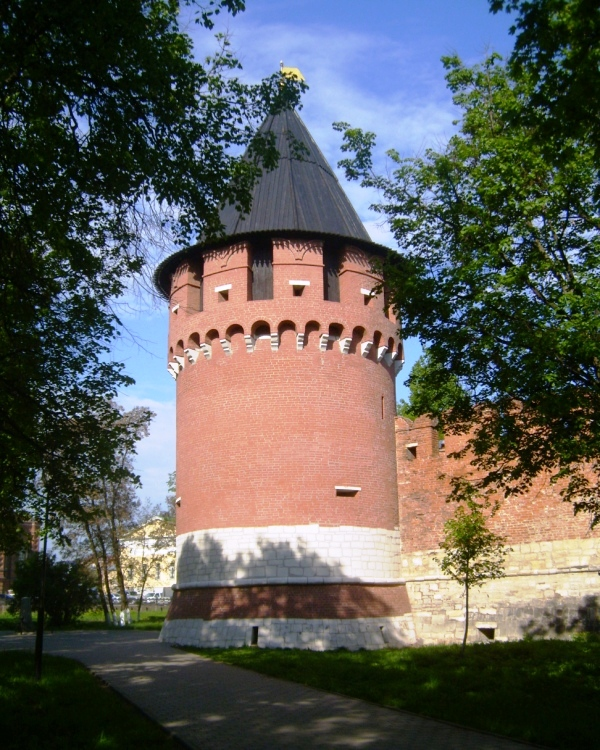
Nikitskaja-Turm

Der Tulaer Kreml (russisch Тульский кремль) ist eine aus dem frühen 16. Jahrhundert stammende Festungsanlage (Kreml) in der russischen Stadt Tula. Sie ist das bekannteste Bauwerk der Stadt und einer der bekanntesten Kremls Russlands.

## Geschichte
Nachdem die zuvor zum Rjasaner Fürstentum gehörende Stadt Tula 1503 an Moskowien gegangen war, wurde sie zu einer Grenzstadt und einem südlichen Vorposten Moskaus an den Ausläufern des sogenannten wilden Feldes, also der damals vor allem von Nomadenvölkern bewohnten Steppe. Da das Moskowiterreich bevorzugtes Angriffsziel der Nomaden war, vor allem der Goldenen Horde und der Krimtataren, war es aus Sicht der Moskauer Fürsten notwendig, dort eine Festung aufzubauen, um das nur knapp 200 km weiter nördlich liegende Moskau im Angriffsfall besser verteidigen zu können. Dazu wurde zum einen ein Schutzwall aus Bäumen entlang der südlichen Fürstentumsgrenzen angepflanzt, die im Angriffsfall als Hindernis für den Angreifer dienen konnten. Zusätzlich beschloss 1507 der damalige Moskau-Herrscher Wassili III., mitten in der Stadt Tula am linken Ufer des Flusses Upa eine für altrussische Städte typische Festung anzulegen.
Die Errichtung der Festung wurde 1509 mit der Fertigstellung der Mauer aus Eichenholz begonnen, die erst später zu einer backsteinernen Mauer ausgebaut wurde. 1514 begannen die Architekten mit dem inneren Ausbau der Festungsanlage, wobei im Wesentlichen der Moskauer Kreml als architektonisches Vorbild diente. Es ist nicht eindeutig überliefert, wird aber vielfach vermutet, dass bei der Errichtung des Tulaer Kremls, genauso wie des Moskauer, italienische Architekten beteiligt waren.
Bis 1520 entstanden die neun vierstöckigen Wachtürme an der Mauer sowie mehrere Wohn- und Kirchengebäude im Inneren der Festungsanlage. Allerdings sind die Bauten im Kremlinneren aus der damaligen Zeit heute nicht mehr erhalten; die beiden heutigen Kirchengebäude des Kremls stammen aus dem 18. und 19. Jahrhundert. Bei seiner Fertigstellung war der Tulaer Kreml die einzige Moskauer Befestigungsanlage südlich des Flusses Oka.

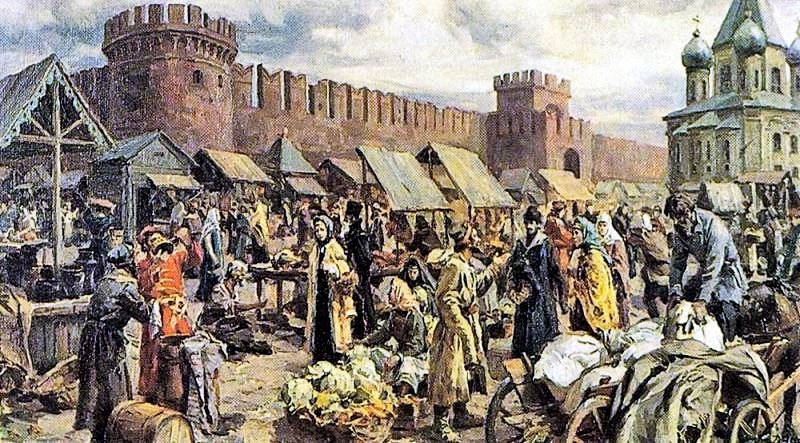
Ein Marktplatz vor den Mauern des Tulaer Kremls, 17. Jahrhundert

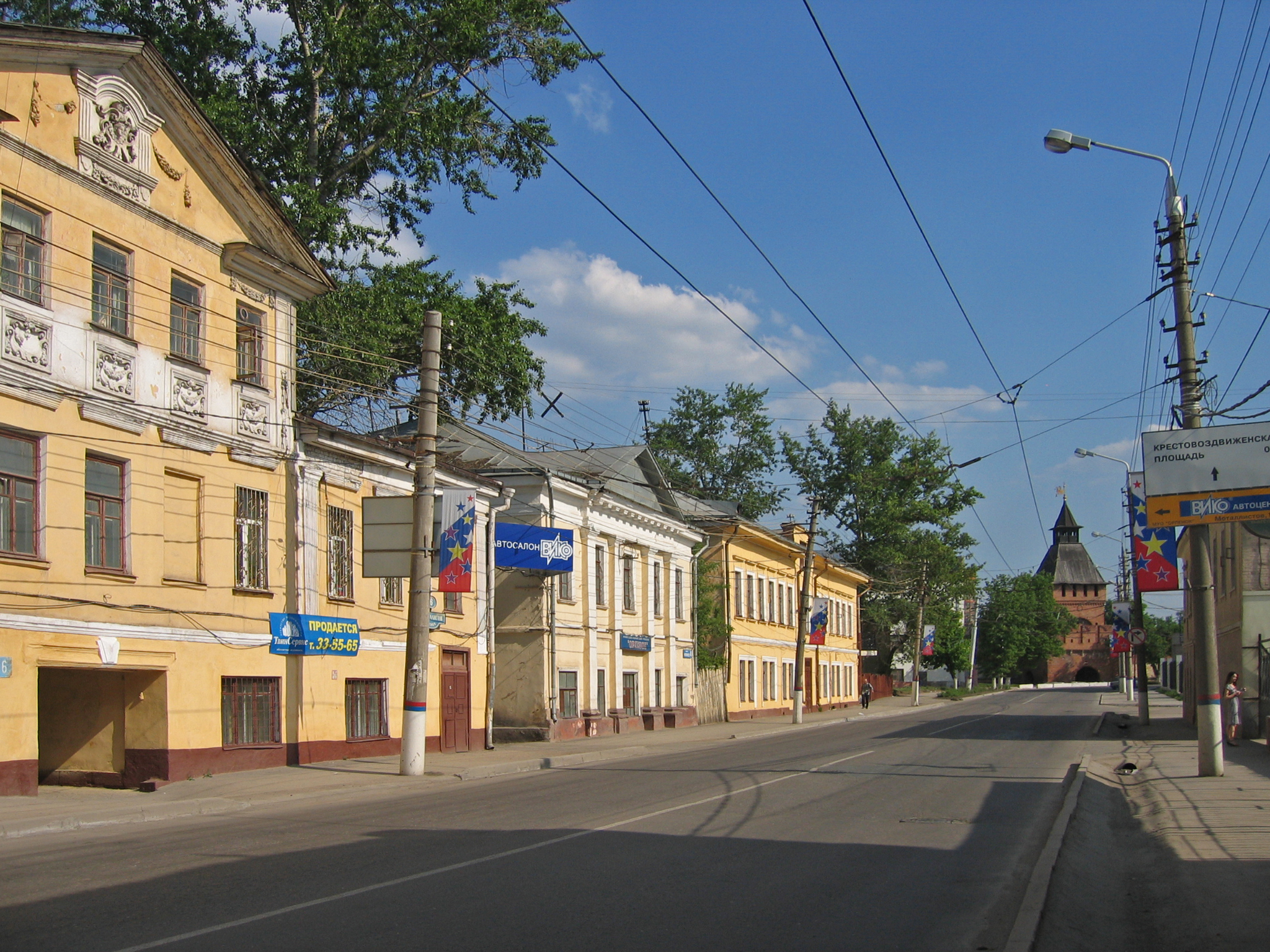
Blick auf den Turm des Pjatnizker Tores von der ehemaligen Pjatnizkaja-Straße aus

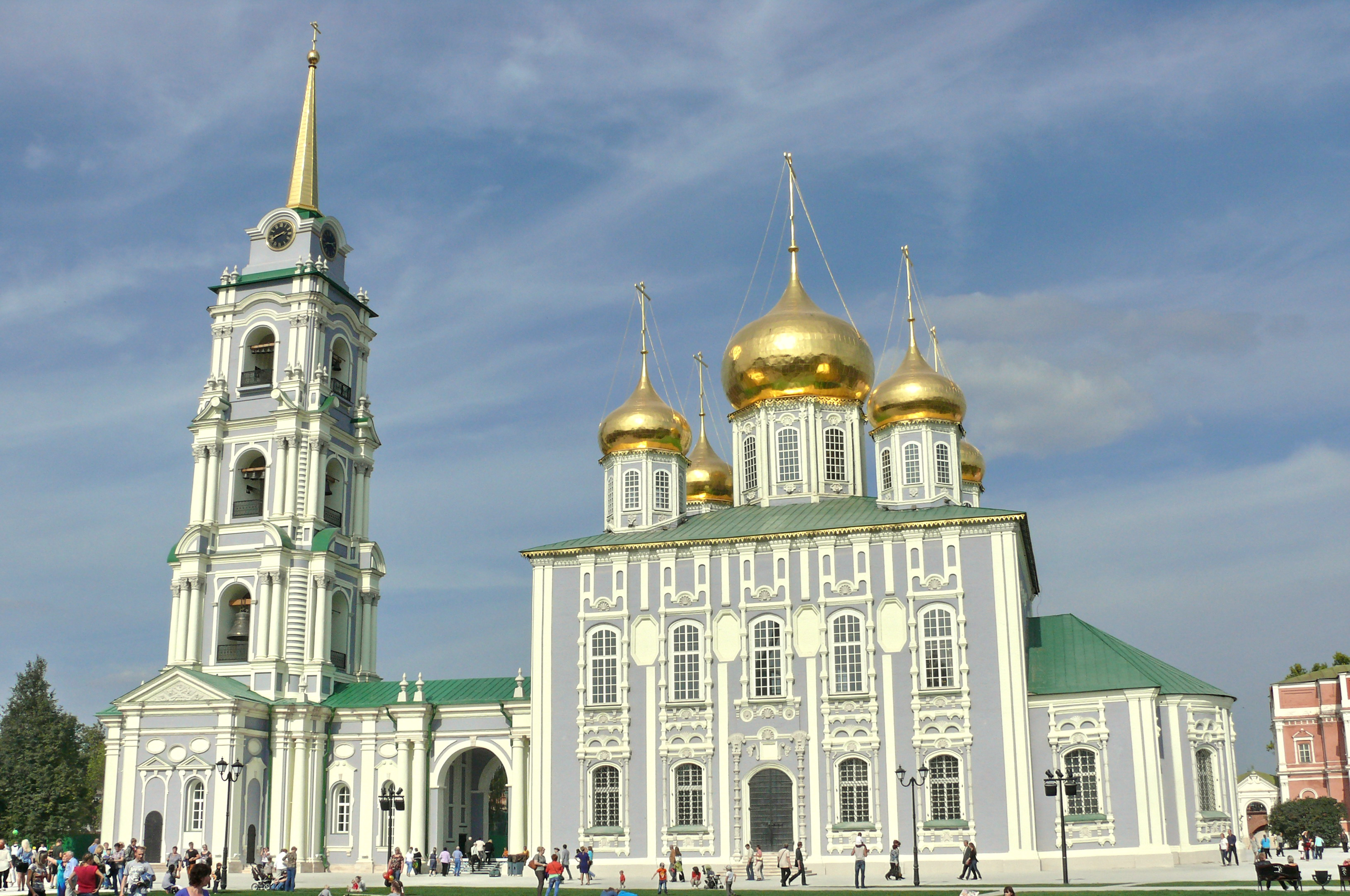
Die Mariä-Entschlafens-Kathedrale des Tulaer Kremls

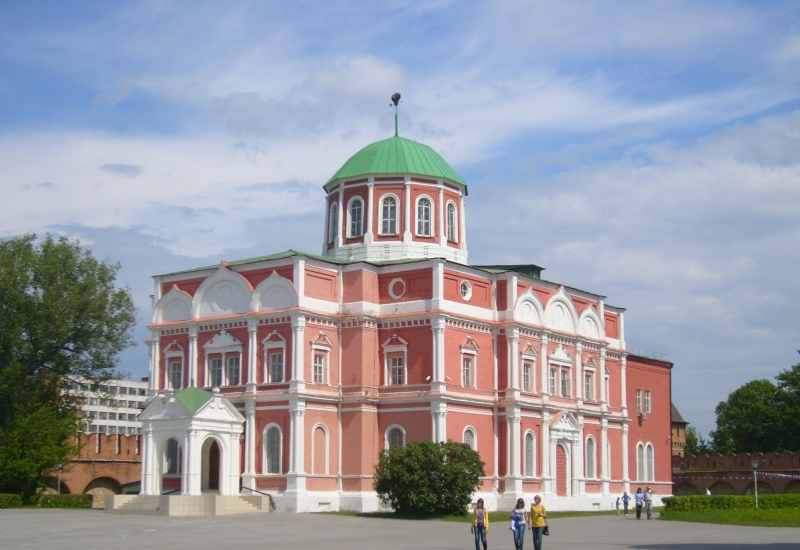
Die ehemalige Erscheinungskathedrale

Im Laufe der nächsten Jahrhunderte erwies sich der Tulaer Kreml auch als eine der angriffssichersten russischen Festungen. Bereits 1552 konnte von hier aus der Angriff durch Truppen des krimtatarischen Khans Devlet I. Giray erfolgreich abgewehrt werden, bis Zar Iwan IV. Verstärkungstruppen herbeischickte, mit denen die Krimtataren endgültig aus der Stadt vertrieben werden konnten. Ein weiteres Mal diente der Tulaer Kreml als Festung, als sich hier im Jahre 1607 die aufständischen Bauern um ihren Anführer Iwan Bolotnikow mehrere Monate lang aufhielten, um dem Zarenheer zu entkommen. Erst durch einen komplizierten Trick, nämlich die Stauung der Upa mit einer Dammkonstruktion aus Sandsäcken, die letztlich zu einer Überschwemmung des Kremlgeländes führte, gelang es dem Zaren Wassili IV. schließlich, die Aufständischen in die Knie zu zwingen. 1953 wurde im Kreml zum Andenken an diese Vorkommnisse ein Obelisk errichtet.
Nachdem sich das Zarentum Russland im 17. Jahrhundert so weit nach Süden ausdehnte, dass Tula nicht mehr als Grenzstadt bezeichnet werden konnte, verlor auch der Tulaer Kreml seine Bedeutung als Festungsanlage. Dennoch blieb er bis heute der zentrale Kern und ein wichtiges architektonisches Denkmal dieser Stadt.

## Bauwerke
Die wichtigsten bis heute erhaltenen Bauwerke des Tulaer Kremls sind die Mauer mit den Türmen sowie die beiden Kathedralen im Inneren des Kremls – die Mariä-Entschlafens-Kathedrale und die ehemalige Erscheinungskathedrale (heute Waffenmuseum).

### Kremlmauer und Türme
Die auf einem Fundament errichtete Mauer des Kremls wurde im Laufe der Jahrhunderte mehrfach ausgebaut und ist heute bis zu zehn Meter hoch und stellenweise bis zu 3,2 Meter breit. Die Gesamtlänge der Mauer beträgt 1066 Meter; mit ihren zahnförmigen Spitzen erinnert sie äußerlich an die Mauer des Moskauer Kremls.
In die Mauer sind insgesamt neun Türme eingebaut, von denen vier auch als Eingangstore des Kremls dienen:
- Der Erlöserturm befindet sich an der westlichsten Ecke des annähernd rechteckigen Kremlgeländes. Ursprünglich beherbergte er eine Glocke, die immer dann läutete, wenn der Stadt Gefahr von außen drohte, daher wurde dieser Turm früher auch Westowaja-Turm – also etwa Benachrichtigungsturm – genannt.
- Der Kasaner Turm steht südöstlich des Erlöserturms und ist einer der Eingangstürme des Kremls. Heute dient er als einziger der neun Türme auch als Besuchereingang. Seinen Namen hat er von der Ikone der Gottesmutter von Kasan, die ursprünglich in seine Fassade eingebaut war.
- Der Nikitskaja-Turm ist dadurch bekannt, dass er früher ein Pulverdepot sowie einen Folterkeller beherbergte.
- Der Turm des Iwanowoer Tores ist ein weiterer Eingangsturm des Kremls. Er führt direkt in den an die südöstliche Mauer angrenzenden Kremlgarten.
- Der Iwanowskaja-Turm barg in den Zeiten, als der Kreml als Festung genutzt wurde, einen geheimen unterirdischen Gang zur Upa hin, damit sich die im Kreml eingeschlossenen Stadtverteidiger mit Wasser aus dem Fluss versorgen konnten. Dieser Gang war noch im 17. Jahrhundert in die Jahre gekommen und eingestürzt.
- Der Turm Na pogrebu beherbergte seinerzeit Räumlichkeiten, in denen Essens-, Pulver- und Munitionsvorräte aufbewahrt wurden.
- Der Wassertorturm diente als Eingangsturm von der Flussseite her.
- Der Naugolnaja-Turm liegt dem Upa-Ufer am nächsten.
- Der Turm des Pjatnizker Tores liegt am Anfang der Pjatnizkaja-Straße (heute Uliza Metallistow) und ist der Eingangsturm des Kremls an dessen nordwestlichem Mauerabschnitt.

### Mariä-Entschlafens-Kathedrale
Die Mariä-Entschlafens-Kathedrale (Успенский собор) liegt im Kreml nahe dem Eingang vom Kasaner Turm aus und ist zugleich das bekannteste Kirchengebäude der Stadt. Mit seinem Bau wurde 1762 begonnen, und nach 183 Tagen war das Gebäude bereits von außen fertig. Es ist aus rotem Backstein errichtet und weist oben eine symmetrische Konstruktion aus fünf Zwiebeltürmen auf, darunter einem zentralen und vier kleineren um ihn herum. Prominent ist an dem Gebäude auch seine innere Ausstattung, vor allem die Wandmalereien, die noch zwei weitere Jahre nach der Fertigstellung des Gebäudes von 36 Malermeistern aus Jaroslawl angefertigt wurden.

### Erscheinungskathedrale
Die Erscheinungskathedrale (Богоявленский собор) stammt aus dem Jahr 1862 und wurde zum Andenken an Söhne Tulas errichtet, die im Vaterländischen Krieg von 1812 gefallen waren. Anders als die Mariä-Entschlafens-Kathedrale wird das Gebäude heute nicht mehr als Gotteshaus genutzt: Seit 1982 befindet sich in seinem Inneren das Tulaer Waffenmuseum, wo die gesamte Geschichte des Tulaer Rüstungshandwerks präsentiert wird sowie verschiedenste Klingen- und Schusswaffen aller Epochen aus Russland und anderen Ländern ausgestellt sind. Die Erscheinungskathedrale wurde nicht zufällig als Domizil für das Waffenmuseum ausgewählt, da sie nach dem Entwurf eines Architekten entstand, der auch mehrere Gebäude der Tulaer Waffenfabrik errichtet hatte.